# Breynia
Breynia är ett släkte av emblikaväxter. Breynia ingår i familjen emblikaväxter.

## Bildgalleri

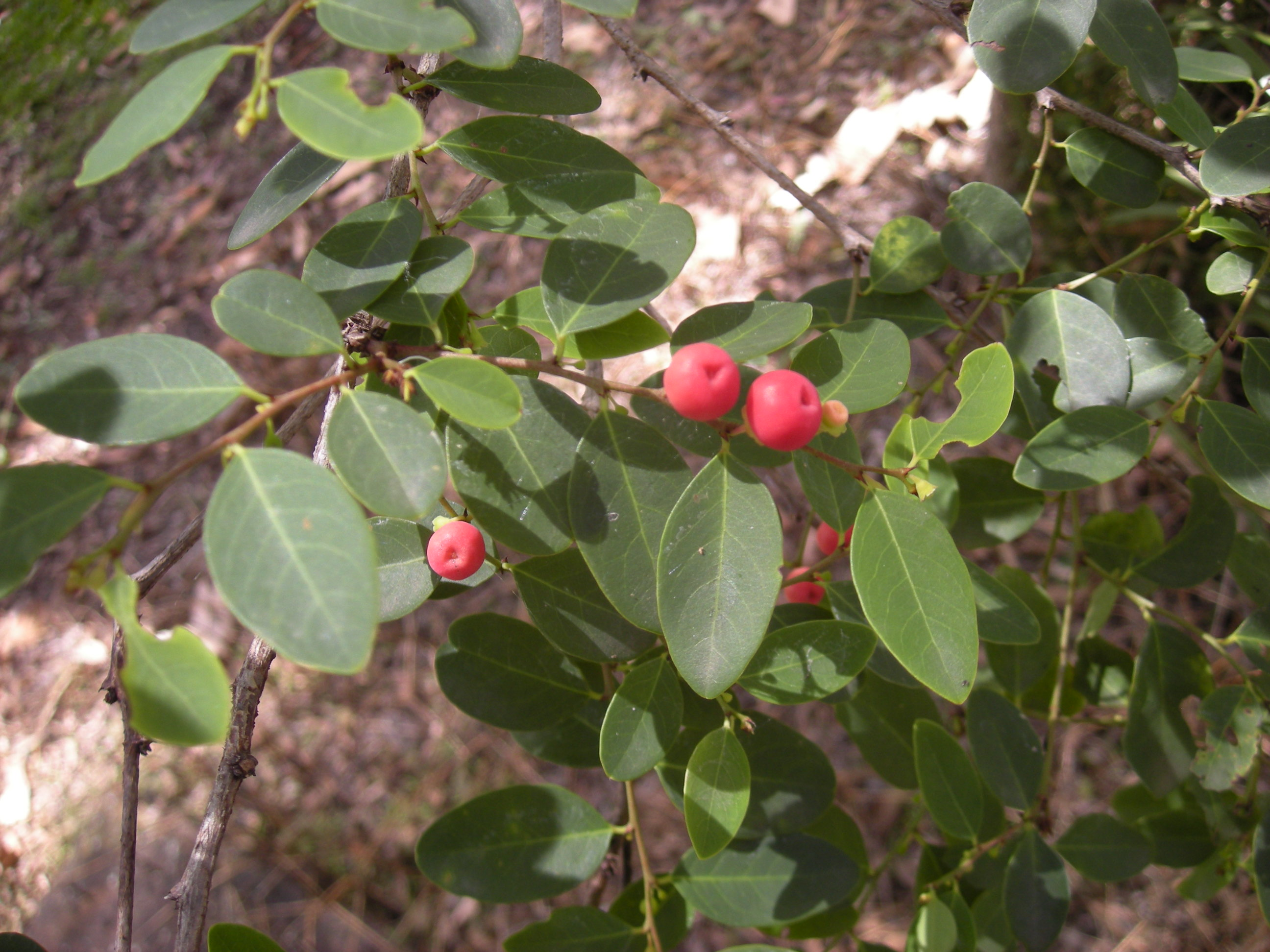
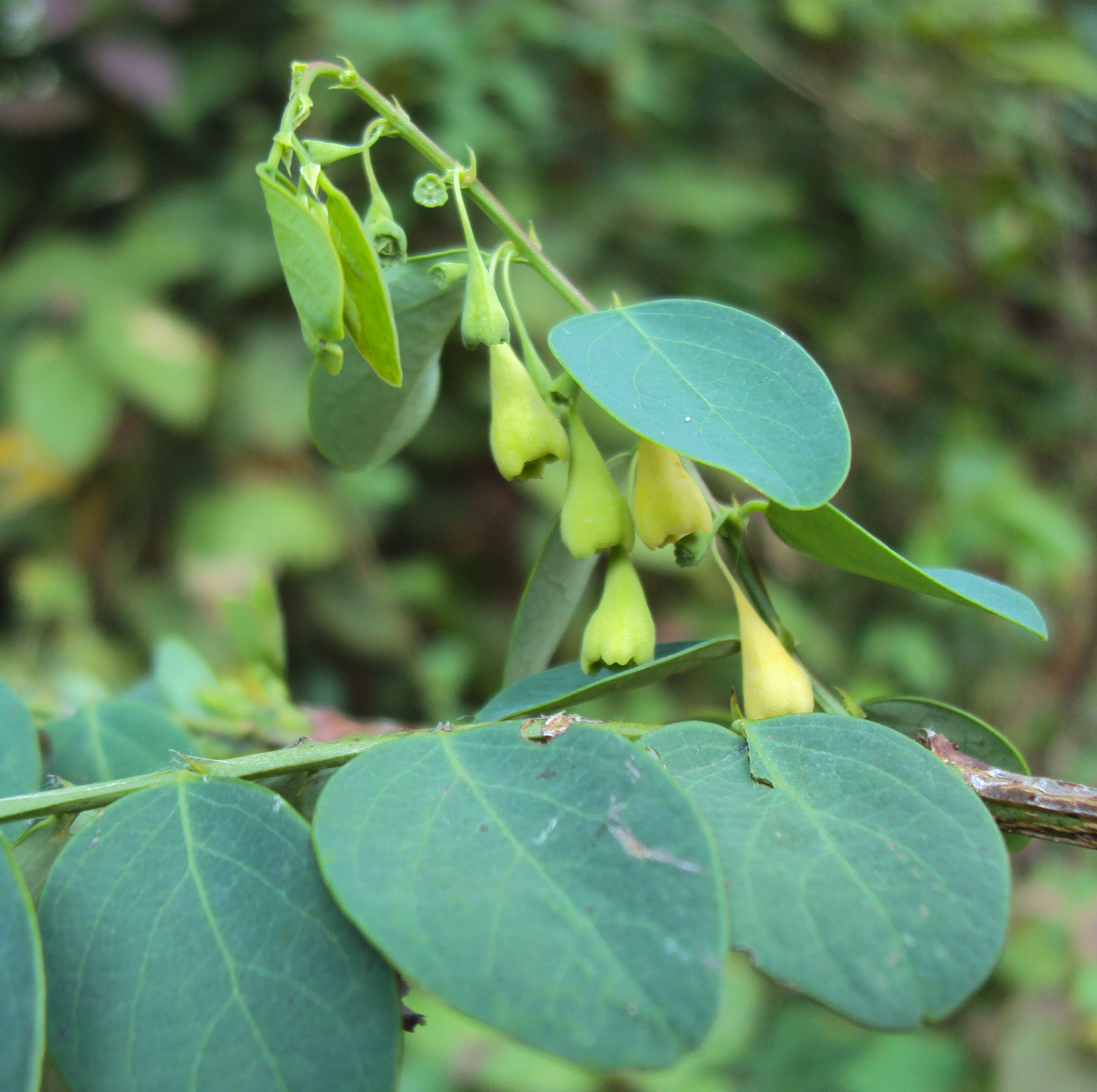
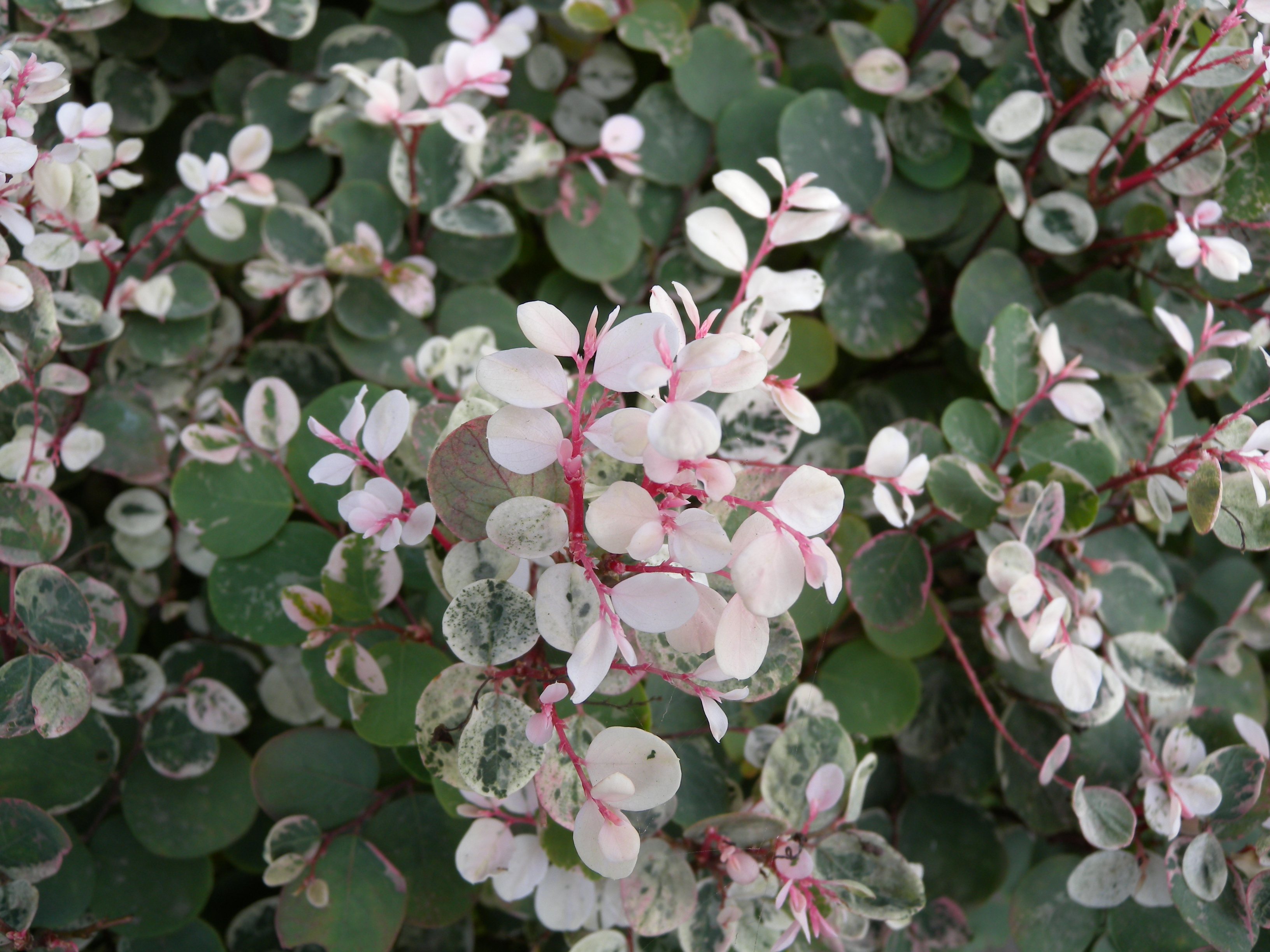
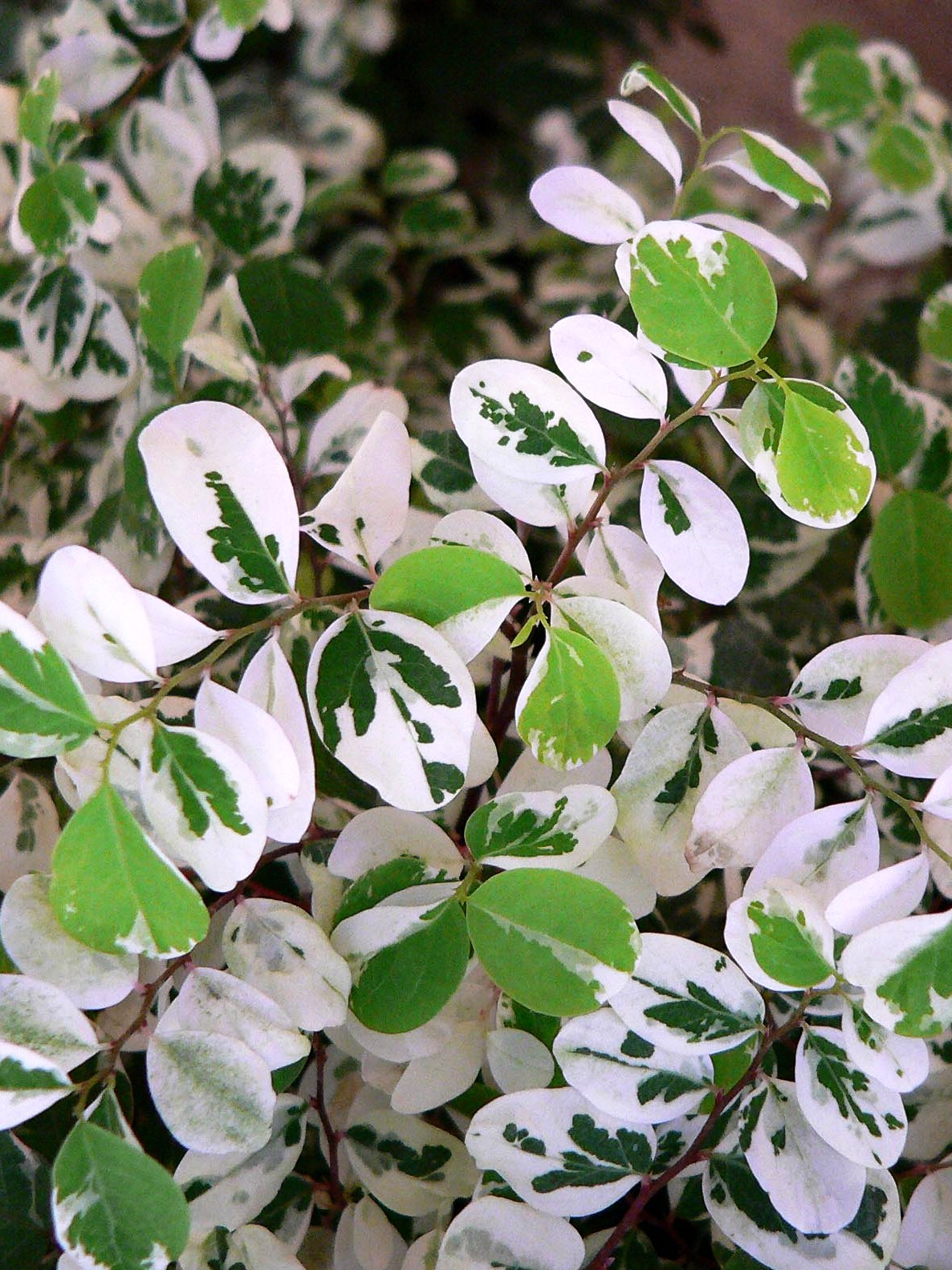
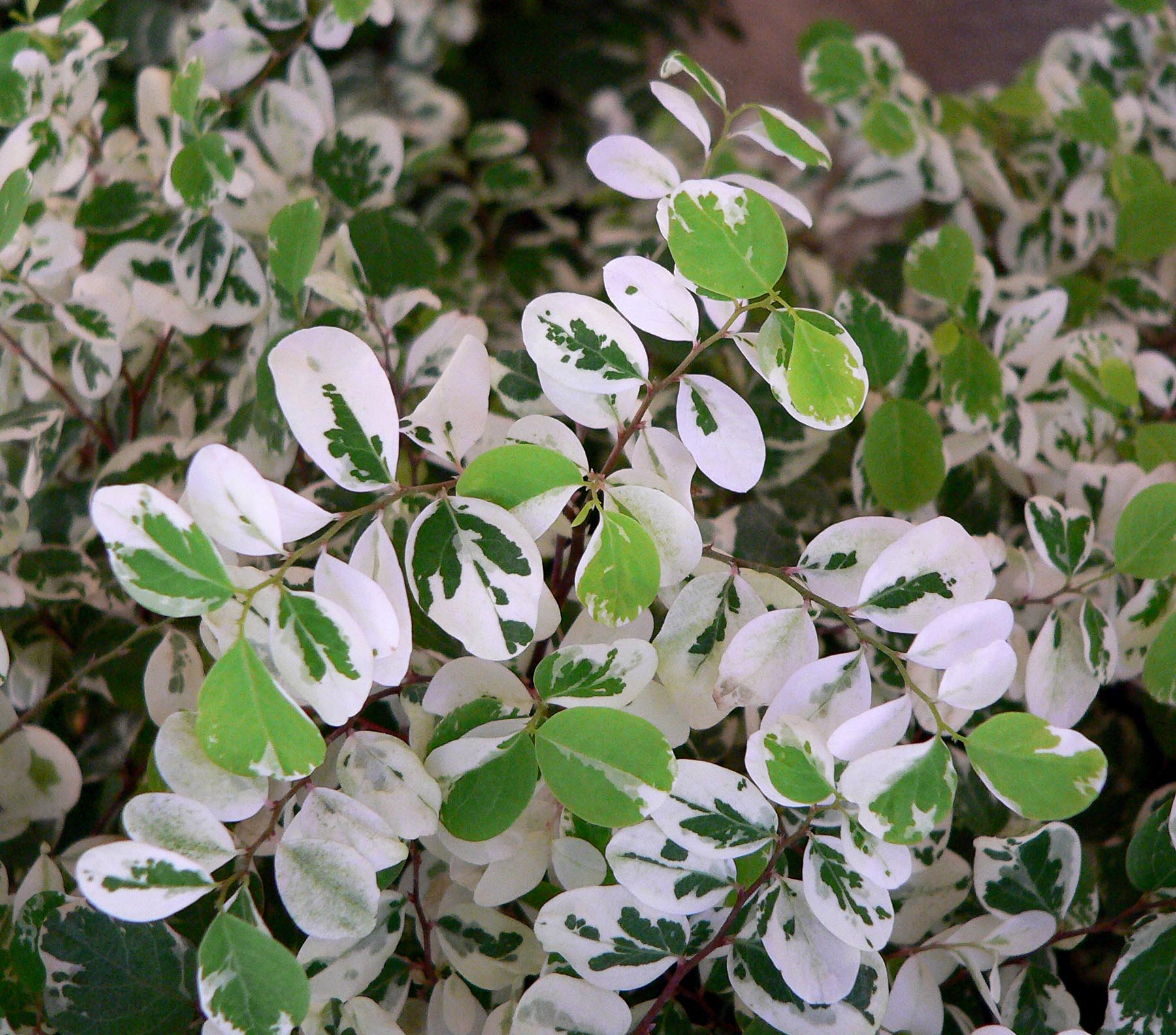
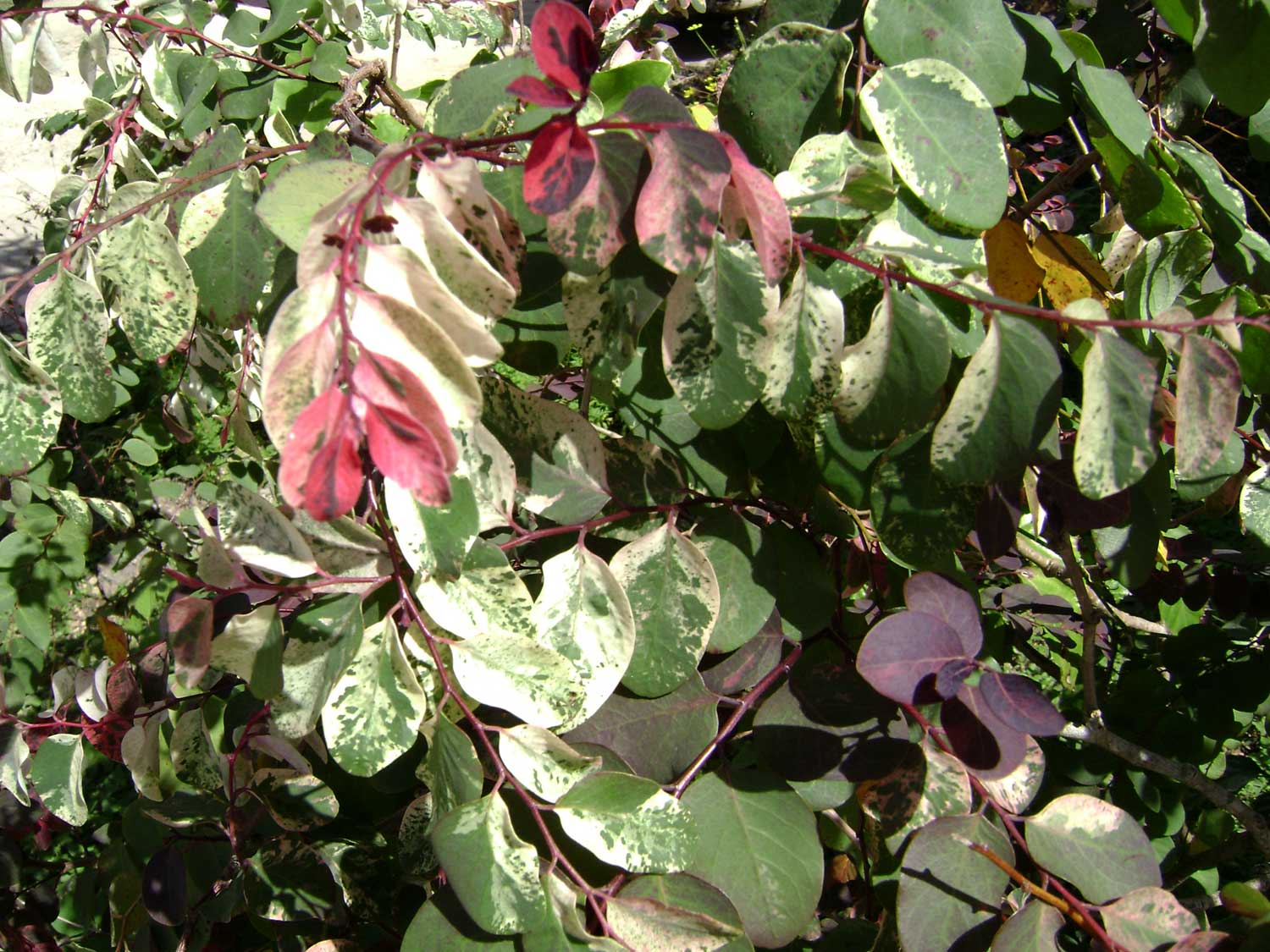

## Dottertaxa tillBreynia, i alfabetisk ordning[1]
- Breynia baudouinii
- Breynia cernua
- Breynia collaris
- Breynia coriacea
- Breynia coronata
- Breynia discigera
- Breynia disticha
- Breynia diversifolia
- Breynia fleuryi
- Breynia fruticosa
- Breynia glauca
- Breynia grandiflora
- Breynia heyneana
- Breynia indosinensis
- Breynia massiei
- Breynia microphylla
- Breynia mollis
- Breynia oblongifolia
- Breynia platycalyx
- Breynia podocarpa
- Breynia pubescens
- Breynia racemosa
- Breynia retusa
- Breynia rhynchocarpa
- Breynia rostrata
- Breynia septata
- Breynia stipitata
- Breynia subangustifolia
- Breynia subindochinensis
- Breynia tonkinensis
- Breynia vestita
- Breynia virgata
- Breynia vitis-idaea